# Gaston Gérard
Pour les articles homonymes, voir Gérard.
Gaston Gérard (Dijon, 30 avril 1878 – Dijon, 5 février 1969) est un avocat, un homme politique et un homme de Lettres français. Il a été maire de Dijon de 1919 à 1935, député de la Côte-d'Or dans les années 1930 et, de 1931 à 1932, le premier sous-secrétaire d'État en France à être chargé du tourisme.

## Biographie

### Débuts politiques et participation à la Grande Guerre
Issu d'une famille dijonnaise de la moyenne bourgeoisie , il naît au 30 rue Amiral Roussin, domicile de ses parents. Il effectue sa scolarité au lycée Carnot et fait à l'université de Dijon des études de droit au début desquelles il crée avec d'autres camarades une université populaire qui donne des cours du soir, dans les bourses du travail et les ateliers. Devenu avocat, il s'inscrit au barreau de cette ville en 1899, à vingt et un ans.
À partir du début des années 1900, il entame une carrière politique qui ira de la gauche à la droite et le conduira de fonctions électives locales aux cabinets ministériels. Gaston Gérard est alors membre de l'Alliance démocratique et mène en parallèle une carrière active d'avocat, reconnue par le nombre d'acquittements qu'il obtient aux assises. En 1907, il est élu conseiller général pour le canton de Dijon-Ville, dans le groupe radical. Il conserve ce siège jusqu'en 1945. À l'échelon municipal, il soutient Henri Barabant, ancien maire socialiste de Dijon contre les conservateurs.
Mobilisé pendant la Première Guerre mondiale comme auxiliaire, il passe à sa demande au service armé. Il est blessé et sera promu capitaine en ayant reçu deux citations françaises et une belge.

### Maire de Dijon
À son retour à Dijon, Gaston Gérard construit une liste dans la veine du « bloc national », alliant radicaux et même certains socialistes aux conservateurs. La liste « bleu horizon » remporte les municipales dès le premier tour et Gaston Gérard est élu maire par le conseil le 11 décembre 1919 à l'unanimité.
« Actif, entreprenant », Gaston Gérard « se veut "apolitique" à l'Hôtel de ville » et veut « administrer en faveur de toutes les catégories sociales ». En tant que maire, Gaston Gérard poursuit trois grands objectifs : préserver le centre ancien de Dijon et le faire connaître ; développer la ville en urbanisant de nouveaux quartiers ; donner à Dijon une réputation de grande cité gastronomique. Pour atteindre ce dernier but, il crée en 1921 avec l'aide de l'industriel Xavier Aubert la Foire gastronomique de Dijon, qui existe toujours.

#### Réalisations
Sous les mandats de Gaston Gérard, le monument de la Victoire et du Souvenir est construit au rond-point du cours du Parc à Dijon. La statue de Bossuet est placée contre l'église Saint-Jean et inaugurée en présence du ministre de l'Instruction publique. Les monuments à Crébillon et à Henry Bazin sont érigés. En 1924, le syndicat d’initiative de Dijon est installé dans le magnifique hôtel Chambellan. Une nouvelle maternité est aménagée ; une bourse du travail est construite et inaugurée le 1er mai 1927 ; l'Hôtel des Postes et l'hospice des vieillards sont agrandis. Le théâtre est rénové. L'université de Dijon, un moment menacée de suppression pour raisons d'économie en 1923, est maintenue grâce aux démarches de Gaston Gérard, du recteur Rosset et du sénateur Chauveau, et le président de la République vient à Dijon le 12 juillet 1923 célébrer le bicentenaire de l'université. Gaston Gérard obtient également au début des années 1930 que le 7e Corps d'armée, jusqu'alors à Bourges, soit installé à Dijon. De nouvelles salles sont attribuées au musée des Beaux-Arts, grâce au départ de l'École des Beaux-Arts. Le musée archéologique est installé dans ses bâtiments actuels, le dortoir des Bénédictins, et inauguré en 1934. 
Des terrains à bâtir étant à vendre dans le quartier de l'ancien cimetière, proche de l'avenue Victor-Hugo, la municipalité Gaston Gérard impose certaines conditions de construction, notamment esthétiques, qui aboutissent à ce qu'un ensemble remarquable de villas et d'immeubles majoritairement Art déco soit élevé sur cet emplacement. Dijon, comme la France, connaissant une pénurie de logements, en raison de l'arrêt des constructions pendant la guerre, la municipalité Gaston Gérard fait aménager et lotir à partir de 1924 un quartier neuf, le quartier de la Maladière, où de larges voies sont tracées, et au centre duquel un groupe scolaire est bâti. La mairie revend les terrains, à des prix très modérés, à ceux qui veulent y construire leur maison. Elle cède en 1930 un emplacement au diocèse, sur lequel celui-ci édifie la remarquable église du Sacré-Cœur. Gaston Gérard veille aussi à ce que la ville s'agrandisse « en particulier avec des constructions pour les familles ouvrières sans abri au sud de Dijon (quartier de l'Arsenal) ». Dans les années 1930, quelques-uns des grands boulevards de Dijon sont tracés : Clemenceau en 1932 et 1933, des Bourroches et Alexandre-de-Yougoslavie en 1935... La municipalité acquiert sur les hauteurs de Montmuzard des terrains sur lesquels elle édifie le parc municipal des sports et le vélodrome, que le président de la République inaugure avec Gaston Gérard le 21 mai 1934. Les boulevards Paul Doumer et Anthelme Trimolet sont tracés pour desservir cet ensemble. Envisageant de créer à Dijon un vaste plan d'eau, la municipalité met des options sur des terrains à l'ouest de la ville, qui seront utilisés dans les années 1960 pour contribuer à créer le lac Kir.
Les travaux universitaires les plus récents  reconnaissent qu'à l'issue de ses quinze années à la tête de la ville, Gaston Gérard a modernisé et développé Dijon, sans que cette modernisation ait dénaturé le centre ancien ; il a lancé la renommée gastronomique de Dijon, initiative d'avenir (notamment au XXIe siècle avec la Cité internationale de la gastronomie et du vin) ; il a relancé la vie culturelle. Gaston Gérard est reconnu comme un des maires les plus marquants de Dijon au XXe siècle.

### Action internationale en faveur du tourisme et des produits français
À un moment où l'exportation des vins français est rendue difficile par la prohibition instituée aux États-Unis et dans d'autres pays, Gaston Gérard fait la promotion de la Bourgogne, de Dijon et du vin. Utilisant l'avion pour se rendre à ses frais en Europe, en Amérique, en Afrique et en Asie, il donne au début des années 1920 plus de six cents conférences dans trente-deux pays pour promouvoir la France et ses produits. Ces activités et celles qu'il déploie à Dijon lui valent la Légion d'honneur en 1923, à la demande du ministre du Commerce. En 1933, Gaston Gérard est élu à l'unanimité gouverneur du Rotary Club pour toute la France et l'Afrique du Nord.

### Carrière politique nationale
« L'énergie [que Gaston Gérard] déploie dans le tourisme est remarquée » et l'amène à participer au deuxième gouvernement d'André Tardieu en qualité de Haut-Commissaire au Tourisme de mars à décembre 1930. Le 1er juin 1930, Gaston Gérard reçoit à Dijon le président du conseil André Tardieu qui prononce dans cette ville, dans un banquet de 1800 invités, un important discours programme où il souhaite « un État coordinateur, rajeuni, fort et obéi,. » Gaston Gérard revient au gouvernement fin janvier 1931 comme sous-secrétaire d’État aux Travaux publics chargé des Travaux publics et du Tourisme dans le premier Gouvernement Pierre Laval et reste à ce poste jusqu’à la fin du troisième Gouvernement André Tardieu début juin 1932. Participant à cinq gouvernements pendant trois ans, il est le premier membre d'un gouvernement français chargé du Tourisme. Durant cette période, Gaston Gérard travaille à une vaste politique du tourisme : développement du thermalisme, organisation des travaux publics, de la marine marchande et de l'aviation civile, échanges touristiques, classement des villes en station touristique, organisation d'expositions touristiques, etc. Pour lutter contre la mévente des vins, il imagine une fête des vins de France, qui se répétera chaque année. Il fait rénover le réseau routier et fait mettre au point le code de la route. Dès 1923, il estimait que la France « ne doit pas vouloir être le pays qui fait très grand. Elle doit rester le pays qui fait très bien. » Il lance aussi le slogan : « La France est l'atelier de réparation de l'outillage humain
. »
Gaston Gérard est également député de Côte-d'Or, élu à Dijon de 1928 à 1932, battu par le socialiste Robert Jardillier en 1932. Il est réélu député dans la circonscription de Châtillon-sur-Seine en 1936.

### Pendant l'Occupation
Le 10 juillet 1940, Gaston Gérard vote, comme 568 autres parlementaires, les pleins pouvoirs au maréchal Pétain. Cependant, trois jours plus tard, le 14 juillet 1940, il publie en première page du journal Le Progrès de la Côte-d'Or un article dans lequel il met en garde le gouvernement du maréchal Pétain au sujet de la constitution qu’il doit élaborer : « qu’on y prenne garde. Une Constitution, dans un pays de liberté comme le nôtre, n’est solide et durable que si elle est établie sur des réalités politiques, sur des fondations sociales, dont ne veulent point être privés les citoyens qu’elle entend gouverner. Méconnaître la souveraineté de la Nation, ses traditions, son indépendance, copier sa Constitution sur telle ou telle autre dont des peuples différents s’accommodent, serait témérité et folie. » Dans cet article, loin de faire toute confiance au gouvernement du maréchal Pétain, il appelle celui-ci à respecter la souveraineté de la Nation, tout en rappelant la notion de liberté. Plus tard, Gaston Gérard se dit prêt à exercer à nouveau les fonctions de maire de Dijon. Il en fait la demande au préfet de la Côte-d'Or. Selon Claude Guyot, il participe en décembre 1941 à l'arbre de Noël de la Ligue française et assiste à une manifestation des Ailes de Bourgogne. Il est membre en 1941 et 1942 de la « commission administrative » remplaçant le conseil général, commission composée de personnalités dont l'une participa à la collaboration et dont plusieurs autres entrèrent dans la Résistance.
Gaston Gérard écrira pour sa part qu’il a caché des juifs pendant l’Occupation ; il écrit également qu'il a été arrêté par la Gestapo, une journée, en juin 1944, et que sa résidence d’Arceau a été occupée de 1940 à 1944 et complètement pillée par les Allemands lors de leur départ.
À la libération, Gaston Gérard est déclaré inéligible pour avoir voté les pleins pouvoirs au maréchal Pétain le 10 juillet 1940. En 1945, le jury d'honneur du Comité départemental de Libération maintient l'inéligibilité mais ne le condamne à rien d'autre, et Gaston Gérard n'est pas frappé d'indignité nationale.

### Actions de 1945 à 1969 comme avocat, en faveur de l'alimentation de qualité, et dans le domaine littéraire
Après la guerre, Gaston Gérard poursuit sa carrière d'avocat dans laquelle il obtient des acquittements notoires aux assises. Le bâtonnier Gros dira à propos de Gaston Gérard que « bien des hommes lui doivent la liberté ou la vie. » Des femmes aussi, car il ne se désintéresse pas de leur cause et en défend plusieurs. À la fin des années 1940, il plaide le cas d'une jeune femme, mère de trois enfants qui, mal mariée et poussée à bout par la brutalité de son époux, a blessé celui-ci mortellement. Gaston Gérard termine sa plaidoirie en s'écriant, à l'adresse de la jeune femme, et à l'émotion générale : « Voici vos trois petits enfants qui s'avancent les mains jointes, vers leur jolie maman ! Vous qui avez tant souffert, tant pleuré, pressez-les longuement sur votre cœur douloureux. » La jeune femme est acquittée. 
Gaston Gérard continue ses actions pour le développement de l'attractivité de Dijon et de la Bourgogne : il institue en 1949 la Commanderie des Cordons bleus, qui organise des campagnes en faveur de la qualité des mets et de leur présentation ; elle favorise, aide et récompense les cours professionnels, l'apprentissage de la profession de cuisinier et l'enseignement technique de toutes professions se rattachant à la gastronomie. En 1950, Gaston Gérard crée les États généraux de la gastronomie française et de l'alimentation de qualité, qui réunissent les professionnels de l'alimentation, à Dijon, une fois par an, à l’occasion de la Foire gastronomique. Les sessions, destinées à défendre la qualité de l'alimentation de tous, sont par exemple consacrées aux « cantines scolaires, restaurants universitaires, cantines militaires et d'usine, défense des appellations d'origine culinaires. » Les textes que ces États généraux élaborent, transmis au parlement, sont pour la plupart adoptés sous forme de lois. Ces États généraux durent jusqu’en 1998. Gaston Gérard donne aussi régulièrement au journal local des articles où il rappelle avec humour et de manière vivante des détails d’histoire de Dijon ou de son administration de maire. En 1959 et 1960, il réunit un choix de ces textes dans deux volumes : Dijon ma bonne ville, et Le Miroir du coin et du temps, qui sont couronnés par l'Académie française en 1961.
Gaston Gérard meurt à 90 ans en 1969, dans son hôtel particulier dijonnais, 25 rue du Petit-Potet. Ses obsèques sont célébrées à Dijon au milieu d'une foule très nombreuse. Le préfet de la Côte-d'Or, le maire de Dijon Jean Veillet, le député de la Côte-d'Or et futur maire de Dijon Robert Poujade rendent alors hommage aux qualités de Gaston Gérard.

## Polémique sur son rôle pendant l'Occupation
En 2011, la première accession en Ligue 1 du DFCO, qui joue au stade Gaston-Gérard de Dijon, incite la presse locale à se pencher sur Gaston Gérard. Un journaliste publie ainsi en juin 2011 dans un hebdomadaire aujourd'hui disparu, La Gazette de Côte-d'Or, un article où il évoque les activités de Gaston Gérard pendant l'Occupation. Selon le journaliste, l'ancien maire de Dijon, qui souhaitait alors retrouver son siège de maire de Dijon, a parfois fréquenté dans ce but des milieux collaborationnistes. Le journaliste rappelle qu'à la Libération, Gaston Gérard a été déclaré inéligible. Puis d'autres journalistes prétendent que l'ancien maire a été frappé d’indignité nationale en raison de sa collaboration avec le régime de Vichy, et insinuent qu'il faudrait changer le nom du stade Gaston-Gérard. 
Ces affirmations incitent en 2011 le maire de Dijon à consulter l'Académie de Dijon sur ce sujet. Celle-ci a estimé que « rien ne vient justifier une mise en cause » de la décision prise en 1969 par le conseil municipal de Dijon de donner au stade le nom de Gaston Gérard. Ces arguments ont été développés par Gilles-Antoine Bertrand dans un article, « Gaston Gérard : quelques repères (16 juin 1940 - 6 août 1953) », paru dans les Mémoires de l'Académie de Dijon de 2011-2012. L'auteur remarque que, sous l'Occupation, Gaston Gérard n'a publié qu'un article dans la presse locale, dans lequel il ne mentionnait pas le maréchal Pétain et ne disait rien d'une collaboration avec les Allemands. Aucun document n'indique qu'il ait été condamné à l'indignité nationale à la Libération : sinon, il n'aurait pas pu continuer à exercer sa profession d'avocat, jusqu'à sa mort, et il n'aurait pas pu porter sur sa robe les insignes de commandeur de la Légion d'honneur et de la Croix de guerre 1914-1918. 
En 2017, des journalistes, qui n’ont vraisemblablement pas lu l’article de l’Académie de Dijon, tentent de relancer la polémique. Ils prétendent à nouveau de manière erronée que Gaston Gérard a été condamné à l’indignité nationale ; ils prétendent également que l’ancien maire était membre ou sympathisant de la Ligue française, dont ils affirment par erreur que son « antenne » dijonnaise a tenté d’assassiner le chanoine Kir. Il est pourtant établi depuis 2006, par les travaux universitaires de l’historien Louis Devance, que ce sont des Français à la solde de l’Occupant appartenant « au Kommando Sandrin organisé par l'Abwehrstelle », sans aucun lien avec Gaston Gérard, qui ont commis cette tentative d’assassinat.

## Vie privée
Marié en premières noces à Dijon le 6 août 1907 avec Reine Geneviève Bourgogne, il épouse en secondes noces à Chenôve le 14 avril 1964 Odette Andrée Perrot (1915-1999), qui se fit connaître après la mort de son mari sous le nom d'Andrée Gaston-Gérard.

## Fonctions
- Maire de Dijon de 1919 à 1935.
- Conseiller général de la Côte-d'Or de 1907 à 1945.
- Député de la Côte-d'Or de 1928 à 1932 (circonscription de Dijon) et de 1936 à 1940 (circonscription de Châtillon-sur-Seine).
- Haut-Commissaire au Tourisme du 2 mars au 13 décembre 1930 dans le gouvernement André Tardieu (2).
- Sous-secrétaire d'État aux Travaux Publics et au Tourisme du 27 janvier 1931 au 20 février 1932 dans les gouvernements Pierre Laval (1), Pierre Laval (2), Pierre Laval (3).
- Sous-secrétaire d'État aux Travaux Publics et à la Marine Marchande du 20 février au 3 juin 1932 dans le gouvernement André Tardieu (3).